# 布洛克萊塔內山
72°26′S 21°30′E / 72.433°S 21.500°E
布洛克萊塔內山是南極洲的山峰，位於毛德皇后地的朗希爾德公主海岸，屬於南龍達訥山脈的一部分，處於巴姆塞山西南面33公里，由挪威製圖師繪入地圖。